# ФК ТрансИНВЕСТ
ФК „ТрансИНВЕСТ“ (на литовски: Futbolo Klubas TransINVEST, Футболо Клубас Жалгирис) е литовски футболен клуб от село Галине. 2024 - Дебютен сезон във Висшата лига. 

## История
Основан през 2021 г. като ФК „Трансекспедиция“ след като главен спонсор става компанията „Трансекспедиция“, а клубът почва да играе на базата на състезаващия се в Трета лига „Ширвинтос-ВГТУ Вилкай“. През февруари 2022 г. клубът става официално участник във Втора лига, и още в дебютния си сезон става победител.
В началото на 2023 получава лиценз за участие в Първа лига и в края на сезона е победител и в нея. В същото време печели Купата на Литва.
От 2024 вече е член и на А лигата (най-високото ниво в Литва). В началото на сезона играе и финал за Суперкупата срещу „Паневежис“, който губи след изпълнението на дузпи.

## Успехи
- А Лига:
  - 10-то място (1): 2024

- Купа на Литва:
  -  Носител (1): 2023

- Суперкупа на Литва:
  -  Финалист (1): 2024

- Първа Лига:
  -  Шампион (1): 2023

- Втора Лига:
  -  Шампион (1): 2022

## Сезони (2022 – …)
| Сезон | Hиво | Лига       | Място |  |
| ----- | ---- | ---------- | ----- |  |
| 2022  | 3.   | Втора лига | 1.    |  |
| 2023  | 2.   | Първа Лига | 1.    |  |
| 2024  | 1.   | А Лига     | 10.   |  |